# Палаццо Вендрамин-Калерджи
Палаццо Вендрамин-Калерджи, Ка-Вендрамин-Калерджи, Палаццо Лоредан Вендрамин-Калерджи (итал. Palazzo Vendramin Calergi, Ca' Vendramin Calergi, Palazzo Loredan Vendramin Calergi) — историческое здание, памятник архитектуры в центре Венеции, на левом берегу Гранд-канала в сестиере (районе) Каннареджо, главный фасад которого обращён к Большому каналу. Один из характерных образцов городского палаццо переходного периода между венецианской готикой и ренессансом.
Дворец построен по заказу патрицианской семьи Лоредан по проекту архитектора Мауро Кодусси в период 1481—1509 годов. Он был домом для многих выдающихся людей своего времени, в этом доме жил и скончался в 1883 году композитор Рихард Вагнер. В настоящее время в палаццо находится Венецианское казино (Casinò di Venezia) и музей Вагнера (Museo Wagner).

## История
Андреа Лоредан, знаток изящных искусств, в 1481 году заказал строительство дворца, которое оплатил венецианский дож Леонардо Лоредан. В 1581 году семья Лоредан столкнулась с финансовыми трудностями и продала палаццо за 50 000 дукатов Эриху II, герцогу Брауншвейг-Люнебургскому, правителю Каленберга, который взял ссуду, чтобы позволить себе роскошный дворец и устраивать в нём обеды для венецианской знати. Однако герцог содержал дворец всего два года, прежде чем продать его Гульельмо I Гонзаге, маркизу Мантуи, который затем продал его в 1589 году Ветторе Калерджи (Vettor Calergi), венецианскому дворянину из Ираклиона на острове Крит в связи с его свадьбой с Изабеттой Гритти: от этого брака родилась только одна дочь, Марина, которая в 1608 году вышла замуж за Винченцо Гримани.
Калерджи значительно расширил здание в 1614 году, сделав большую пристройку с помощью архитектора Винченцо Скамоцци, названную «Белым крылом», с окнами, выходящими во внутренний двор с садом (пристройка была снесена в 1659 году). В 1739 году дворец перешёл по наследству к Никколо, правнуку Марины, представителю семьи Вендрамин, могущественных банкиров, церковных деятелей и политиков, которые владели им более века. Поэтому дворец получил имя двух семей, связанных родством: Вендрамин-Калерджи.
В 1844 году Мария Каролина Августа Бурбон-Сицилийская, герцогиня Берри, и её второй муж, Этторе Луккези-Палли, герцог делла Грация (Ettore Lucchesi Palli, Adinolfo, duca della Grazia), приобрели дворец у последнего члена семейной линии Вендрамин. В суматохе Рисорджименто они были вынуждены продать дворец внуку Каролины, Генриху (Энрико), графу де Барди, и многое из его собрания произведений искусства было распродано с аукциона в Париже. Граф де Барди и его жена Инфанта Адельгундес, а также родственные герцоги Грации содержали дом и принимали у себя множество знаменитостей того времени. В 1937 году последний из дворян Грации, граф Луккези-Палли, продал его Джузеппе Вольпи, графу Мисурата, который переделал жилые помещения и превратил их в Центр электромагнитных и электрических явлений, используя первый этаж как представительную резиденцию и для конференций.
В 1946 году дворец перешёл к муниципалитету Венеции. С 1959 года он является зимним домом знаменитого Венецианского казино (Casinò di Venezia).

## Архитектура

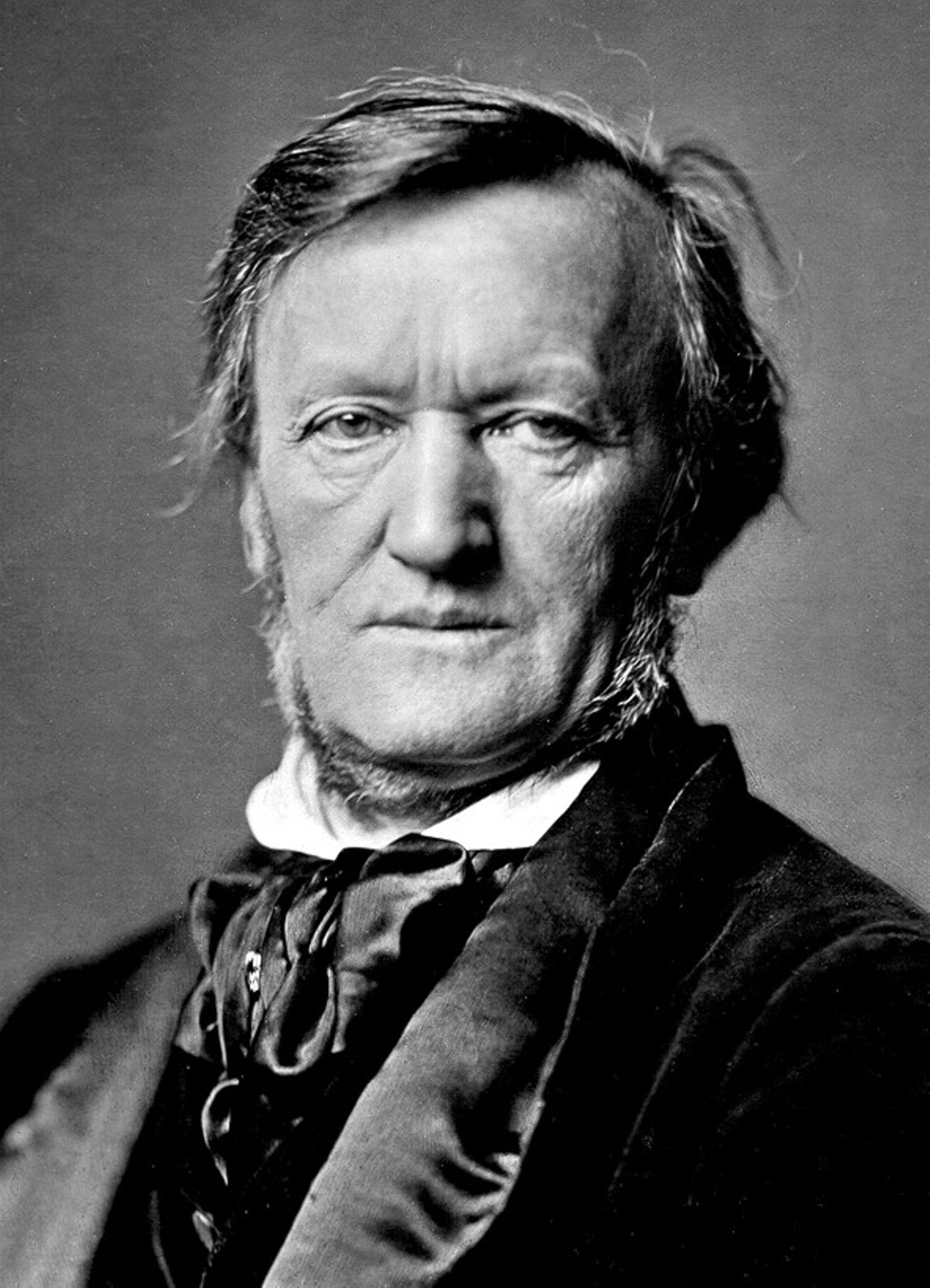
Рихард Вагнер. 1871

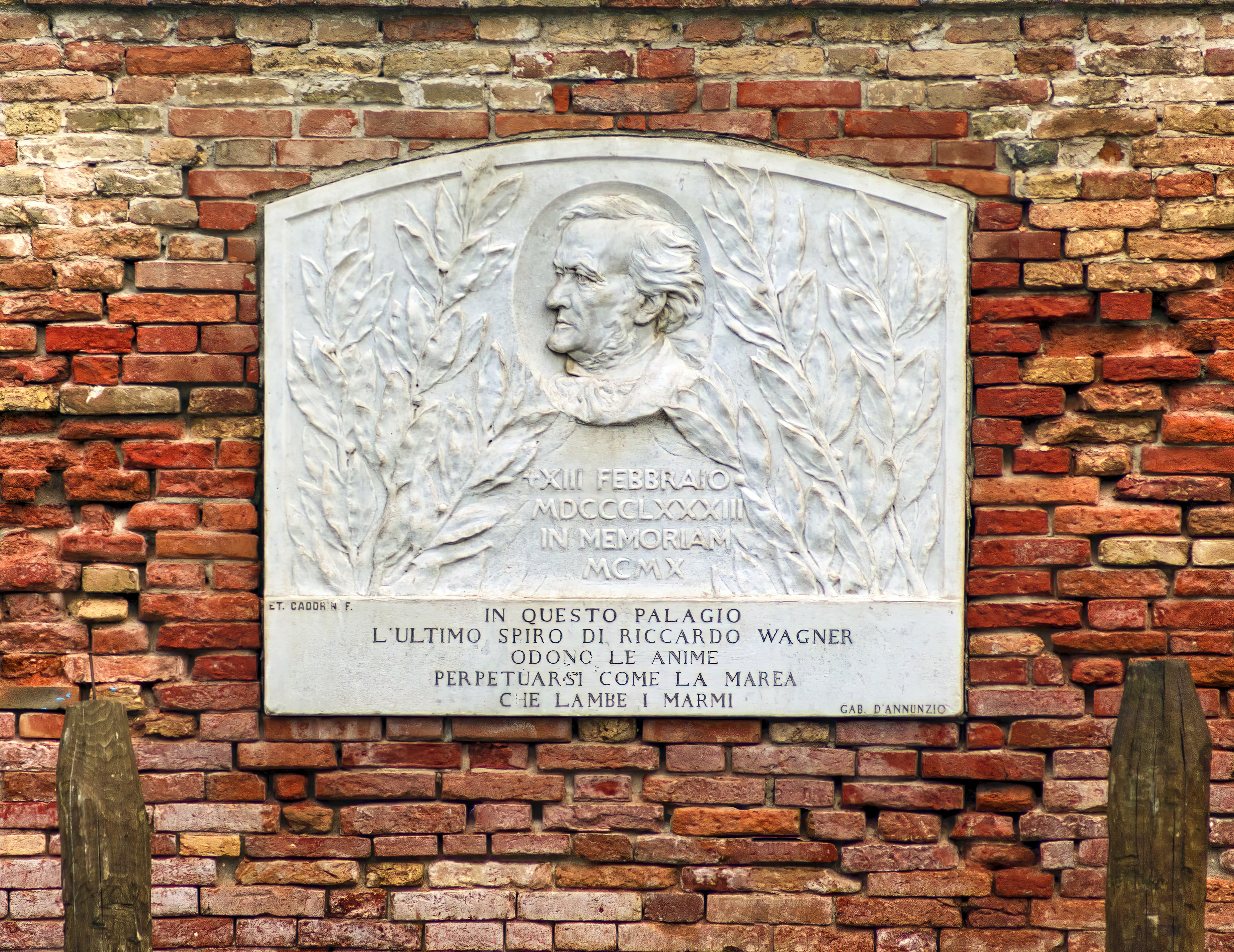
Мемориальная доска Рихарда Вагнера

В разные эпохи создание палаццо приписывали различным архитекторам. В 1778 году Томмазо Теманца назвал его проектировщиком Санте Ломбардо, сына более известного Туллио Ломбардо. Другие более обоснованно приписывали эту работу Мауро Кодусси, главным образом из-за сходства с Палаццо Корнер-Спинелли, построенным примерно двадцатью годами ранее. Тем не менее даже Палаццо Корнер-Спинелли не был свободен от проблем атрибуции, и согласно недавним исследованиям эту работу следует приписывать не Кодусси, а в более общем плане его сотрудникам. Однако и мастерская семьи Ломбардо также сыграла важную роль в постройке дворца.
Главный фасад здания абсолютно симметричен и делится мощными карнизами на три этажа. Входной портал выходит прямо к воде Гранд-канала, второй и третий этажи — парадные (итал. piani nobile). Они оформлены полуколоннами коринфского и композитного ордеров. Характерны двойные арочные окна, называемые венецианскими.
С противоположной стороны здание имеет небольшой дворик, закрытый оградой, возле изящного арочного входа прикреплена мемориальная доска в память о кончине в этом палаццо Рихарда Вагнера с текстом, сочинённым Габриэле Д’Аннунцио: «В этом дворце души слышат последний вздох Рихарда Вагнера, ставший вечным, как прибой, омывающий мрамор» (In questo palagio / l’ultimo spiro di Riccardo Wagner / odono le anime / perpetuarsi come la marea / che lambe i marmi).
Внутри здания лестница ведёт на второй этаж, где ранее находились фрески Джорджоне, но они не сохранились.

## Музей Вагнера
Композитор Рихард Вагнер останавливался в Венеции шесть раз с 1858 года до своей смерти в 1883 году. Он прибыл в Италию в своё последнее путешествие вскоре после премьеры оперы «Парсифаль» на втором Байройтском фестивале. Вагнер арендовал второй этаж здания у Генриха Бурбон-Пармского, графа де Барди. 16 сентября 1882 года он поселился в палаццо со своей женой Козимой, четырьмя детьми (Даниела фон Бюлов, Изольда, Ева и Зигфрид Вагнер) и домашней прислугой. Вагнер умер от сердечного приступа во дворце во второй половине дня 13 февраля 1883 года в возрасте шестидесяти девяти лет.
Музей Вагнера (Museo Wagner) открылся во дворце в феврале 1995 года. В нём хранится коллекция редких документов Йозефа Линхарта, ноты, письма, картины. Фонды музея составляют самую большую частную коллекцию, посвящённую Вагнеру за пределами Байройта.
Музеем управляет Ассоциация Рихарда Вагнера в Венеции, а также «Европейский центр изучения и исследований Рихарда Вагнера» (Centro Europeo di Studi e Ricerche Richard Wagner — CESRRW). Музей организует выставки, конференции и концерты, публикует научные статьи, пропагандирующие жизнь и творчество Вагнера. Международная ассоциация вагнеровских обществ каждую осень проводит во дворце симпозиум под названием «Дни Вагнера в Венеции» (Giornate Wagneriane a Venezia).